# Franciszek Kamieński
Franciszek Dionizy Kamieński (ur. 9 października 1851 w Lublinie, zm. 16 września 1912 w Warszawie) – polski botanik.

## Życiorys
Uczył się w Gimnazjum Realnym w Warszawie, a następnie studiował nauki przyrodnicze na Cesarskim Uniwersytecie Warszawskim (1870–1871), później u Heinricha de Bary'ego w Strasburgu (1871–1875) i we Wrocławiu u Ferdinanda Cohna i Heinricha Göpperta (1873–1874). Doktorat obronił w Strasburgu w 1875 i dwa lata później habilitował się we Lwowie, gdzie został jako docent na Uniwersytecie, a potem Cesarsko-Królewskiej Szkole Weterynaryjnej (po jej utworzeniu w 1881 roku). W 1883 roku został magistrem botaniki w Petersburgu, a trzy lata później otrzymał tam doktorat. Po czym w 1886 roku został profesorem botaniki w Odessie, pozostając tam do 1912. Pełnił tam także od 1893 roku funkcję dyrektora tamtejszego ogrodu botanicznego.
Był członkiem czynnym od 1904 (zatwierdzenie w 1905) Akademii Umiejętności; od 1879 współpracownikiem Komisji Fizjograficznej AU.
Specjalizował się w roślinach mięsożernych i pasożytniczych. Doktorat poświęcił rodzajowi owadożernych roślin – pływaczowi (Utricularia). W 1889 odbył podróż do Londynu w celu opisania i opracowania zbioru zielnikowego z tego rodzaju w Królewskich Ogrodach Botanicznych w Kew, a w 1892 podróżował w celu poznania pływaczy na Cejlon i Jawę, do Egiptu i Indii. Sekcja pływaczy Utricularia sect. Kamienskia (endemity w Chinach) oraz gatunek Utricularia kamienskii (endemit okolic miasta Darwin w Australii) zostały nazwane na jego cześć.
W dorobku ma 42 publikacje naukowe, w tym 17 w języku polskim. Napisał m.in. prace naukowe: Porównawcza anatomia pierwiosnkowatych (1876), Badania nad rozwojem ramienicowatych (1876), Historia rozwoju zarodka pływacza pospolitego (1877), Skąd rośliny pobierają węgiel (1881), Spis paproci krajowych (1885).
Był autorem wielu rozpraw z anatomii porównawczej, morfologii i systematyki roślin. Jego największym dokonaniem jest odkrycie i po raz pierwszy opisanie na przykładzie korzeniówki zjawiska symbiozy grzybów z roślinami (1880-1883), które później określone zostało mianem mikoryzy.
Spoczywa na cmentarzu Powązkowskim w Warszawie (kwatera 177-1-23).